# ラブシック (アルバム)
『ラブシック』は、マボロシの2作目のオリジナルアルバム。2007年11月14日発売。発売元はキューンレコード。

## 概要
前作『ワルダクミ』から、約3年ぶりのリリース。フィーチャリングゲストとしてRYO the SKYWALKER、TARO SOUL、KEN THE 390、DABO、DELIが参加しており、DABO以外はマボロシのアルバムに初参加となった。
アルバム制作について、制作初期の段階でイメージ作りを「激しくしなかった」といい、竹内朋康は「気分的には『ワルダクミ』の延長で行こう」という感じであったと話している。

## 収録曲
1. 極楽鳥〜intro〜
作曲：竹内朋康
2. 超ジェラス
作詞：坂間大介 / 作曲：坂間大介, 竹内朋康
  - 5thシングル。
3. あのコどこのコ feat. RYO the SKYWALKER
作詞：坂間大介, 山口良 / 作曲：坂間大介, 山口良, 竹内朋康
  - 客演にRYO the SKYWALKERが参加。
4. マボロシのLAW
作詞：坂間大介 / 作曲：坂間大介, 竹内朋康
5. ナーヴァス
作詞：坂間大介 / 作曲：坂間大介, 竹内朋康
6. 饒舌エクスプレス feat. TARO SOUL, KEN THE 390
作詞：坂間大介, TARO SOUL, KEN THE 390 / 作曲：坂間大介, 竹内朋康
  - 6thシングル。客演にTARO SOULとKEN THE 390が参加。
7. The Dungeon
作詞・作曲：坂間大介, 竹内朋康
8. WORK 2 DO feat. DABO, DELI
作詞：DABO, DELI, 坂間大介 / 作曲：坂間大介, 竹内朋康
  - 客演にDABOとDELIが参加。
9. 密会
作詞：坂間大介 / 作曲：坂間大介, 竹内朋康
10. Mr. Yesterday
作詞：坂間大介 / 作曲：坂間大介, 竹内朋康
11. Hey Yo! Honey
作詞・作曲：竹内朋康
12. キッチンくん
作詞：坂間大介 / 作曲：坂間大介, 竹内朋康
13. ペニー・レイン
作詞：坂間大介 / 作曲：坂間大介, 竹内朋康
14. HARDCORE HIPHOP STAR pt. 2
作詞：坂間大介 / 作曲：坂間大介, 竹内朋康